# Canariola emarginata
Canariola emarginata is een rechtvleugelig insect uit de familie sabelsprinkhanen (Tettigoniidae). De wetenschappelijke naam van deze soort is voor het eerst geldig gepubliceerd in 1964 door Newman.
1. ↑  (en) Canariola emarginata op de IUCN Red List of Threatened Species.